# Acacia formicarum
Acacia formicarum é uma espécie de leguminosa do gênero Acacia, pertencente à família Fabaceae.